# أسماء سلطان (ابنة عبد العزيز)
أسماء سلطان (بالتركية الحديثة: Esma Sultan) ـ (21 مارس 1873 ـ 7 مايو 1899) هي ابنة السلطان عبد العزيز العثماني من زوجته جوهري قادين، والأخت غير الشقيقة لآخر الخلفاء العثمانيين السلطان عبد المجيد الثاني.

## زواجها
تزوجت أسماء قادين في 20 أبريل 1889 من القائد العسكري العثماني الداماد شركس محمد باشا (1856 ـ 24 مايو 1909)، الذي كان كبيرًا لياوران السلطان عبد الحميد الثاني، وأقيم حفل الزفاف في قصر يلدز.

## وفاتها
توفيت أسماء سلطان في 7 مايو 1899، ودُفنت في ضريح مراد الخامس في يني جامع بمنطقة إمينونو في الآستانة.